# Temporada 1969-1970 del RCD Espanyol
Dades de la Temporada 1969-1970 del RCD Espanyol.

## Fets Destacats
- 22 d'agost de 1969: El president Joan Vilà Reyes patí una delicada intervenció quirúrgica i a més es veié implicat en l'escàndol Matesa, motius pels quals es veié obligat a presentar la dimissió.[5]
- 2 de setembre de 1969: Marcial Pina és traspassat al FC Barcelona per 17 milions de pessetes, fet que alleugerí la delicada situació econòmica del club.[6]
- 14 de setembre de 1969: Lliga: Espanyol 5 - UD Salamanca 0[7]
- 9 de novembre de 1969: Lliga: Espanyol 4 - Real Valladolid 0[8]
- 30 de novembre de 1969: Lliga: CD Málaga 5 - Espanyol 0[9]
- 30 de març de 1970: Lliga: Espanyol 4 - CA Osasuna 0[10]
- 31 de maig de 1970: Lliga: Espanyol 7 - Il·licità 0[11]

## Resultats i Classificació
- Lliga d'Espanya (Segona Divisió): Tercera posició amb 49 punts (38 partits, 19 victòries, 11 empats, 8 derrotes, 63 gols a favor i 35 en contra).
- Copa d'Espanya: Eliminà la UE Maó a la ronda prèvia, però fou eliminat pel FC Barcelona a setzens de final.

## Plantilla
| P   | Jugador                    | Lliga | Lliga | Copa d'Espanya | Copa d'Espanya |
| P   | Jugador                    | PJ    | G     | PJ             | G              |
| --- | -------------------------- | ----- | ----- | -------------- | -------------- |
| POR | Joan Josep Bertomeu        | 23    | -24   | 1              | -1             |
| POR | Ramon Coll                 | 16    | -11   | 3              | -4             |
| POR | Ramon Cuello               | -     | -     | -              | -              |
| DEF | Joan Martínez Vilaseca     | 38    | -     | 3              | -              |
| DEF | Juan Manuel Tartilán       | 27    | -     | 2              | -              |
| DEF | Julià Riera                | 27    | -     | 2              | -              |
| DEF | Jorge Bernardo Griffa      | 21    | 2     | -              | -              |
| DEF | Antonio Marín              | 20    | 4     | 4              | -              |
| DEF | José Mingorance            | 13    | -     | 4              | 1              |
| DEF | Manuel Fernández Osorio    | 2     | -     | 2              | -              |
| DEF | Miguel Ángel Ochoa         | -     | -     | 1              | -              |
| DEF | Antoni Moya                | -     | -     | -              | -              |
| MIG | José A. Morante Lico       | 35    | 2     | 1              | -              |
| MIG | Jesús Glaría               | 31    | 8     | 2              | -              |
| MIG | Josep Maria Vall           | 25    | 3     | 2              | -              |
| MIG | Rafael Granero             | 12    | -     | 4              | -              |
| MIG | Daniel Solsona             | -     | -     | 2              | -              |
| DAV | Carmelo Amas               | 37    | 6     | 2              | 1              |
| DAV | José María Sánchez Rodilla | 33    | 8     | 2              | -              |
| DAV | Cayetano Ré                | 33    | 18    | 1              | -              |
| DAV | José María García Lavilla  | 31    | 4     | 1              | -              |
| DAV | Antoni Giralt              | 19    | 2     | 4              | 2              |
| DAV | Francesc Roselló           | 15    | 6     | 2              | -              |
| DAV | Pepín Cabezas              | 9     | 1     | 2              | 1              |
| DAV | Josep Maria Rodri          | 3     | -     | 1              | -              |
| DAV | Joaquim Viñas              | 1     | -     | 2              | -              |
| DAV | Joan Pons                  | -     | -     | -              | -              |